# Liga dos Campeões da CAF de 2010
A Liga dos Campeões da CAF de 2010 é a 46.ª edição da maior competição de clubes da África. O campeão tem o direito de ser o representante africano para a Copa do Mundo de Clubes da FIFA 2010. O TP Mazembe da República Democrática do Congo conquistou seu quarto título ao derrotar o Espérance Sportive de Tunis da Tunísia.

## Equipes Classificadas
| África do Sul                       | - Orlando Pirates - SuperSport United |
| Angola                              | - Recreativo Libolo - Petro Atlético  |
| Argélia                             | - JS Kabylie - ES Sétif               |
| Camarões                            | - Union Douala - Tiko United          |
| Costa do Marfim                     | - Mimosas - Africa Sports             |
| Egito                               | - Al Ahly - Ismaily                   |
| Gana                                | - Asante Kotoko                       |
| Líbia                               | - Al Ahli Benghazi - Al Ittihad       |
| Marrocos                            | - Raja Casablanca - Difaa El Jadida   |
| Nigéria                             | - Heartland - Bayelsa United          |
| RD Congo                            | - Mazembe - St. Eloi Lupopo           |
| Sudão                               | - Al Hilal - Al-Merrikh               |
| Tunísia                             | - Espérance - Africain                |
| Zimbabwe                            | - Dynamos - Gunners                   |
| Associação com direito a uma equipe |                                       |
| Benim                               | ••                                    |
| Botswana                            | - Gaborone United                     |
| Burundi                             | - Vital'O                             |
| Burquina Fasso                      | - Fasso-Yennenga                      |
| Chade                               | - Gazelle                             |
| Comores                             | - Apache                              |
| Etiópia                             | - Saint Geroge                        |
| Gabão                               | - Stade Mandji                        |
| Gâmbia                              | - Armed Forces                        |
| Guiné                               | - Fello Star                          |
| Guiné-Bissau                        | - Os Balantas                         |
| Guiné Equatorial                    | - Elá Nguema                          |
| Madagáscar                          | - Ajesaia                             |
| Mali                                | - Djoliba                             |
| Ilhas Maurícias                     | - Curepipe Starlight                  |
| Moçambique                          | - Ferroviário Maputo                  |
| Níger                               | - Sahel                               |
| Quênia                              | - Sofapaka                            |
| República Centro-Africana           | - Tempête Mocaf                       |
| República do Congo                  | - Diables Noirs                       |
| Reunião                             | - US Stade Tamponnaise                |
| Ruanda                              | - APR                                 |
| São Tomé e Príncipe                 | ••                                    |
| Senegal                             | - ASC Linguère                        |
| Serra Leoa                          | - East End Lions                      |
| Seicheles                           | - La Passe                            |
| Essuatíni                           | - Mbabane Swallows                    |
| Tanzânia                            | - Young Africans                      |
| Uganda                              | - URA                                 |
| Zâmbia                              | - Zanaco                              |
| Zanzibar                            | - Mafunzo                             |

- • Hearts of Oak , o campeão de Gana, não entrou na competição, citando problemas financeiros.
- •• Uma posição foi incluída para um representante da associação no momento do sorteio, mas a associação acabou se retirando sem enviar uma equipe.

## Fase preliminar
A fase preliminar será assim : jogos de ida 12 e 14 de fevereiro ; jogos de volta 26 e 28 de fevereiro. 
| Equipe 1             | Total          | Equipe 2           | 1.º jogo | 2.º jogo |
| -------------------- | -------------- | ------------------ | -------- | -------- |
| APR                  | 3–2            | Recreativo Libolo  | 2–2      | 1–0      |
| Djoliba              | 1–0            | Al Ahli Benghazi   | 1–0      | 0–0      |
| ASC Linguère         | 2–2 (4–2 d.p.) | Asante Kotoko      | 2–0      | 0–2      |
| Sofapaka             | 0–2            | Ismaily            | 0–0      | 0–2      |
| US Stade Tamponnaise | 5–2            | Ajesaia            | 2–1      | 3–1      |
| Benin                | w/o            | Africa Sports      |          |          |
| Fello Star           | 2–4            | Raja Casablanca    | 1–3      | 1–1      |
| Elá Nguema           | 3–9            | Petro Atlético     | 2–3      | 1–6      |
| Sahel                | 2–2 (gf)       | Africain           | 2–1      | 0–1      |
| Armed Forces         | 1–5            | JS Kabylie         | 1–2      | 0–3      |
| Gazelle              | 3–2            | Bayelsa United     | 1–0      | 2–2      |
| Saint-George         | 2–4            | Al-Merreikh        | 1–1      | 1–3      |
| East End Lions       | 4–5            | Espérance          | 2–2      | 2–3      |
| Stade Mandji         | 1–6            | Faso-Yennenga      | 0–2      | 1–4      |
| La Passe             | 2–3            | Curepipe Starlight | 1–0      | 1–3      |
| Gaborone United      | (gf) 2–2       | Orlando Pirates    | 0–0      | 2–2      |
| Young Africans       | 2–4            | St. Eloi Lupopo    | 2–3      | 0–1      |
| Mafunzo              | 1–6            | Gunners            | 1–2      | 0–4      |
| Tempête Mocaf        | 1–8            | Ittihad            | 1–2      | 0–6      |
| Os Balantas          | 0–3            | Difaa El Jadida    | 0–0      | 0–3      |
| URA                  | 1–4            | Zanaco             | 1–0      | 0–4      |
| São Tomé e Príncipe  | w/o            | Union Douala       |          |          |
| Diables Noirs        | 3–4            | ES Sétif           | 3–2      | 0–2      |
| Vital'O              | 4–4 (3–5 d.p.) | Tiko United        | 2–2      | 2–2      |
| Mbabane Swallows     | 3–5            | Supersport United  | 1–3      | 2–2      |
| Apache               | 4–9            | Ferroviário Maputo | 3–5      | 1–4      |

Seis times vão direto a primeira fase : Al-Ahly (Egito), Mimosas (Costa do Marfim), Heartland (Nigéria), Mazembe (República Democrática do Congo), Al Hilal (Sudão) e Dynamos (Zimbábue).

## Primeira fase
A primeira fase será assim : jogos de ida 19 e 21 de março ; jogos de volta 2 e 5 de abril.
| Equipe 1           | Total          | Equipe 2             | 1.º jogo | 2.º jogo |
| ------------------ | -------------- | -------------------- | -------- | -------- |
| APR                | 1–2            | Mazembe              | 1–0      | 0–2      |
| Djoliba            | 1–1 (4–3 p.)   | ASC Linguère         | 1–0      | 0–1      |
| Ismaily            | 3–2            | US Stade Tamponnaise | 3–1      | 0–1      |
| Africa Sports      | 1–4            | Al Hilal             | 0–0      | 1–4      |
| Raja Casablanca    | 1–2            | Petro Atlético       | 1–1      | 0–1      |
| Africain           | 1–2            | JS Kabylie           | 1–1      | 0–1      |
| Gazelle            | 1–3            | Al-Merreikh          | 1–1      | 0–2      |
| Espérance          | 7–2            | Faso-Yennenga        | 4–1      | 3–1      |
| Curepipe Starlight | 0–6            | Gaborone United      | 0–3      | 0–3      |
| St. Eloi Lupopo    | 0–2            | Dynamos              | 0–1      | 0–1      |
| Gunners            | 1–2            | Al-Ahly              | 1–0      | 0–2      |
| Ittihad            | 2–2 (4–2 d.p.) | Difaa El Jadida      | 1–1      | 1–1      |
| Zanaco             | 2–1            | Mimosas              | 1–0      | 1–1      |
| Union Douala       | 0–7            | Sétif                | 0–2      | 0–5      |
| Tiko United        | 3–3 (gf)       | Heartland            | 2–2      | 1–1      |
| Supersport United  | 3–2            | Ferroviário Maputo   | 3–0      | 0–2      |

## Segunda fase
A segunda fase será assim : jogos de ida 23 e 25 de abril ; jogos de volta 7 e 9 de maio.
| Equipe 1          | Total | Equipe 2        | 1.º jogo | 2.º jogo |
| ----------------- | ----- | --------------- | -------- | -------- |
| Djoliba           | 0-4   | Mazembe         | 0–1      | 0–3      |
| Al Hilal          | 1-4   | Ismaily         | 0–1      | 1–3      |
| JS Kabylie        | 3-2   | Petro Atlético  | 2–0      | 1–2      |
| Espérance         | 4-1   | Al-Merreikh     | 3–0      | 1–1      |
| Dynamos           | 4-2   | Gaborone United | 4–1      | 0–1      |
| Ittihad           | 2-3   | Al-Ahly         | 2–0      | 0–3      |
| Sétif             | 3-2   | Zanaco          | 1–0      | 2–2      |
| Supersport United | 2-4   | Heartland       | 1–1      | 1–3      |

- Os times eliminados vão para o segundo round da Copa das Confederações da CAF de 2010.

## Fase de grupos
| Pote 1           | Pote 2             | Pote 3             | Pote 4            |
| ---------------- | ------------------ | ------------------ | ----------------- |
| Al-Ahly Mazembe1 | Heartland ES Sétif | JS Kabylie Dynamos | Espérance Ismaily |

1 Atual Campeão
Os oito vencedores do segundo round foram sorteados em dois grupos de quatro equipas. O sorteio foi na sede da CAF no Cairo em 13 de Maio. As duas melhores equipes de cada grupo avançam para as semi-finais. A fase de grupos vai de 16 de julho até 19 de setembro.

### Grupo A
| Team         | J | V | E | D | GF | GS | SG | Pts |
| ------------ | - | - | - | - | -- | -- | -- | --- |
| Espérance ST | 6 | 4 | 1 | 1 | 9  | 4  | +5 | 13  |
| TP Mazembe   | 6 | 3 | 2 | 1 | 8  | 7  | +1 | 11  |
| ES Sétif     | 6 | 1 | 3 | 2 | 7  | 6  | +1 | 6   |
| Dynamos      | 6 | 1 | 0 | 5 | 2  | 9  | −7 | 3   |

- Espérance ST e TP Mazembe se classificam para as semi-finais.

| 16 Julho 2010 20:30 UTC+1 | ES Sétif | 0 – 1 | Espérance ST      | Stade 8 Mai 1945, Sétif                 |
|                           |          |       | Wajdi Bouazzi 53' | Árbitro: Daniel Bennett (África do Sul) |

| 18 Julho 2010 15:00 UTC+2 | Dynamos | 0 – 2 | TP Mazembe               | National Sports Stadium, Harare |
|                           |         |       | Given Singuluma 15', 32' | Árbitro: Joseph Lamptey (Gana)  |

| 31 Julho 2010 20:30 UTC+1 | Espérance ST               | 1 – 0 | Dynamos | Stade 7 Novembre, Rades       |
|                           | Oussama Darragi 83' (pen.) |       |         | Árbitro: Kokou Djaoupe (Togo) |

| 1 Agosto 2010 15:30 UTC+2 | TP Mazembe                                | 2 – 2 | ES Sétif              | Stade de la Kenya, Lubumbashi                |
|                           | Bedi Mbenza 18' · Trésor Mputu 57' (pen.) |       | Nabil Hemani 39', 50' | Árbitro: Helder Martins de Carvalho (Angola) |

| 15 Agosto 2010 15:00 UTC+2 | Dynamos            | 1 - 0 | ES Sétif | National Sports Stadium, Harare    |
|                            | Wonder Sithole 31' |       |          | Árbitro: Eddy Maillet (Seychelles) |

| 15 Agosto 2010 15:30 UTC+2 | TP Mazembe                                | 2 - 1 | Espérance ST        | Stade de la Kenya, Lubumbashi               |
|                            | Dioko Kaluyituka 44' · Ndandu Kasongo 86' |       | Michael Eneramo 42' | Árbitro: Rajindraparsad Seechurn (Maurício) |

| 27 Agosto 2010 22:00 UTC+1 | ES Sétif                                    | 3 - 0 | Dynamos | Stade 8 Mai 1945, Sétif                |
|                            | Bouazza Feham 32', 75' · Youcef Ghazali 77' |       |         | Árbitro: Abdellah El Achiri (Marrocos) |

| 28 Agosto 2010 22:00 UTC+1 | Espérance ST                                 | 3 - 0 | TP Mazembe | Stade 7 November, Radès            |
|                            | Michael Eneramo 20', 50' · Walid Hicheri 87' |       |            | Árbitro: Eddy Maillet (Seychelles) |

| 12 Setembro 2010 15:30 UTC+2 | TP Mazembe                                 | 2 - 1 | Dynamos              | Stade de la Kenya, Lubumbashi     |
|                              | Dioko Kaluyituka 59' · Given Singuluma 62' |       | Thabani Kamusoko 84' | Árbitro: Muhmed Ssegonga (Uganda) |

| 11 Setembro 2010 20:30 UTC+1 | Espérance ST                           | 2 - 2 | ES Sétif               | Stade 7 November, Radès          |
|                              | Oussama Darragi 42' · Mejdi Traoui 59' |       | Youcef Ghazali 6', 85' | Árbitro: Badara Diatta (Senegal) |

| 18 Setembro 2010 14:00 UTC+1 | ES Sétif | 0 - 0 | TP Mazembe | Stade 8 Mai 1945, Sétif                    |
|                              |          |       |            | Árbitro: Noumandiez Doué (Costa do Marfim) |

| 18 Setembro 2010 15:00 UTC+2 | Dynamos | 0 - 1 | Espérance ST        | National Sports Stadium, Harare          |
|                              |         |       | Oussama Darragi 21' | Árbitro: Mohamadou Mal Souley (Camarões) |

### Grupo B
| Team       | J | V | E | D | GF | GS | SG | Pts |
| ---------- | - | - | - | - | -- | -- | -- | --- |
| JS Kabylie | 6 | 4 | 2 | 0 | 6  | 2  | +4 | 14  |
| Al-Ahly    | 6 | 2 | 2 | 2 | 8  | 9  | −1 | 8   |
| Ismaily    | 6 | 2 | 0 | 4 | 7  | 8  | −1 | 6   |
| Heartland  | 6 | 1 | 2 | 3 | 5  | 7  | −2 | 5   |

- JS Kabylie e Al-Ahly se classificam para as semi-finais.

| 18 Julho 2010 15:00 UTC+1 | Heartland                | 1 – 1 | Al-Ahly                      | Dan Anyiam Stadium, Owerri       |
|                           | Bello Musa Kofarmata 49' |       | Mohamed Aboutrika 75' (pen.) | Árbitro: Badara Diatta (Senegal) |

| 18 Julho 2010 20:00 UTC+3 | Ismaily | 0 – 1 | JS Kabylie          | Ismailia Stadium, Ismailia                 |
|                           |         |       | Essaïd Belkalem 75' | Árbitro: Noumandiez Doué (Costa do Marfim) |

| 31 Julho 2010 21:00 UTC+1 | JS Kabylie       | 1 – 0 | Heartland | Stade 1er Novembre, Tizi Ouzou    |
|                           | Farès Hamiti 55' |       |           | Árbitro: Muhmed Ssegonga (Uganda) |

| 1 Agosto 2010 20:30 UTC+3 | Al-Ahly                               | 2 – 1 | Ismaily                | Cairo Stadium, Cairo            |
|                           | Mohamed Talaat 58' · Wael Gomaa 90+3' |       | Mohamed Abougrisha 80' | Árbitro: Koman Coulibaly (Mali) |

| 15 Agosto 2010 21:30 UTC+2 | Ismaily          | 1 - 0 | Heartland | Ismailia Stadium, Ismailia           |
|                            | Ndubuisi Eze 15' |       |           | Árbitro: Khalid Abdel Rahman (Sudão) |

| 15 Agosto 2010 22:00 UTC+1 | JS Kabylie               | 1 - 0 | Al-Ahly | Stade 1er Novembre, Tizi Ouzou |
|                            | Mohamed Khoutir-Ziti 25' |       |         | Árbitro: Kokou Djaoupe (Togo)  |

| 29 Agosto 2010 15:00 UTC+1 | Heartland                                  | 2 - 1 | Ismaily          | Dan Anyiam Stadium, Owerri         |
|                            | Ikechukwu Ibenegbu 40' · Chinedu Efugh 85' |       | Emad Soliman 31' | Árbitro: Kacem Bennaceur (Tunísia) |

| 29 Agosto 2010 21:30 UTC+2 | Al-Ahly          | 1 - 1 | JS Kabylie      | Cairo Stadium, Cairo               |
|                            | Mohamed Nagi 22' |       | Saad Tedjar 29' | Árbitro: Kaoma Wellington (Zâmbia) |

| 10 Setembro 2010 22:00 UTC+1 | JS Kabylie    | 1 - 0 | Ismaily | Stade 1er Novembre, Tizi Ouzou |
|                              | Izu Azuka 87' |       |         | Árbitro: Adel El Raay (Líbia)  |

| 12 Setembro 2010 20:00 UTC+3 | Al-Ahly                            | 2 - 1 | Heartland           | Cairo Stadium, Cairo                    |
|                              | Ahmed Fathy 20' · Mohamed Fadl 48' |       | Emmanuel Nwachi 56' | Árbitro: Amanuel Ayob Russom (Eritreia) |

| 19 Setembro 2010 16:00 UTC+1 | Heartland        | 1 - 1 | JS Kabylie         | Dan Anyiam Stadium, Owerri              |
|                              | Ayaya Nwanna 32' |       | Nabil Yaâlaoui 50' | Árbitro: Daniel Bennett (África do Sul) |

| 19 Setembro 2010 18:00 UTC+3 | Ismaily                                                         | 4 - 2 | Al-Ahly                                  | Ismailia Stadium, Ismailia            |
|                              | Abdallah El-Shahat 5' · Ahmed Ali 36', 74' · Moatasem Salem 70' |       | Mohamed Barakat 35' · Mohamed Talaat 87' | Árbitro: Jerome Damon (África do Sul) |

## Semifinais
| Time 1     | Result.  | Time 2       | 1º jogo | 2º jogo |
| ---------- | -------- | ------------ | ------- | ------- |
| Al-Ahly    | 2–2 (gf) | Espérance ST | 2–1     | 0–1     |
| TP Mazembe | 3–1      | JS Kabylie   | 3–1     | 0–0     |

| 3 de Outubro de 2010 19:30 UTC+2 | Al-Ahly              | 2 – 1 | Espérance ST | Cairo Stadium, Cairo          |
|                                  | Fadl 38' · Fathy 68' |       | Darragi 72'  | Árbitro: El Raay Adel (Líbia) |

| 3 de Outubro de 2010 15:30 UTC+2 | TP Mazembe                       | 3 – 1 | JS Kabylie   | Stade de la Kenya, Lubumbashi    |
|                                  | Kaluyituka 6', 89' · Kasongo 85' |       | Yaâlaoui 69' | Árbitro: Diatta Badara (Senegal) |

| 16 de Outubro de 2010 20:15 UTC+1 | JS Kabylie | 0 – 0 | TP Mazembe | Stade 1er Novembre, Tizi Ouzou        |
|                                   |            |       |            | Árbitro: Jerome Damon (África do Sul) |

| 16 de Outubro de 2010 19:15 UTC+2 | Espérance ST       | 1 – 0 | Al-Ahly | Stade 7 November, Rades         |
|                                   | Michael Eneramo 1' |       |         | Árbitro: Joseph Lamptey (Ghana) |

## Final
| Time 1  | Result. | Time 2    | 1º jogo | 2º jogo |
| ------- | ------- | --------- | ------- | ------- |
| Mazembe | 6 - 1   | Espérance | 5–0     | 1–1     |

| 31 de Outubro de 2010 15:30 UTC+2 | Mazembe                                                         | 5 - 0 | Espérance | Stade de la Kenya, Lubumbashi |
|                                   | Kasongo 18', 74' · Kaluyituka 45+2' (pen.) · Singuluma 56', 59' |       |           | Árbitro: Kokou Djaoupe (Togo) |

| 13 de Novembro de 2010 18:00 UTC+1 | Espérance | 1 - 1 | Mazembe           | Stade 7 November, Rades                |
|                                    | Afful 23' |       | Kanda A Mukok 69' | Árbitro: Daniel Benett (África do Sul) |

Técnicos
- Lamine N'Diaye  : Campeão
- Faouzi Benzarti  : vice

## Premiação
| Liga dos Campeões da CAF de 2010 |
| -------------------------------- |
| Mazembe Campeão (4º título)      |

## Artilharia
| Jogador          | Clube        | Gols |
| ---------------- | ------------ | ---- |
| Dioko Kaluyituka | TP Mazembe   | 5    |
| Given Singuluma  | TP Mazembe   | 5    |
| Oussama Darragi  | Espérance ST | 4    |
| Ndandu Kasongo   | TP Mazembe   | 4    |
| Michael Eneramo  | Espérance ST | 4    |
| Youcef Ghazali   | ES Sétif     | 3    |
| Nabil Hemani     | ES Sétif     | 2    |
| Bouazza Feham    | ES Sétif     | 2    |
| Ahmed Ali        | Ismaily      | 2    |
| Mohamed Talaat   | Al-Ahly      | 2    |
| Mohamed Fadl     | Al-Ahly      | 2    |
| Ahmed Fathy      | Al-Ahly      | 2    |
| Nabil Yaâlaoui   | JS Kabylie   | 2    |